# Artaxa hannemanni
Artaxa hannemanni is een donsvlinder uit de familie van de spinneruilen (Erebidae). De wetenschappelijke naam van de soort is voor het eerst geldig gepubliceerd in 1994 door Schintlmeister.